# Agenzia di Baroda e Gujarat
L'Agenzia di Baroda e Gujarat (in inglese: Baroda and Gujarat States Agency) era una agenzia dell'India britannica.

## Storia

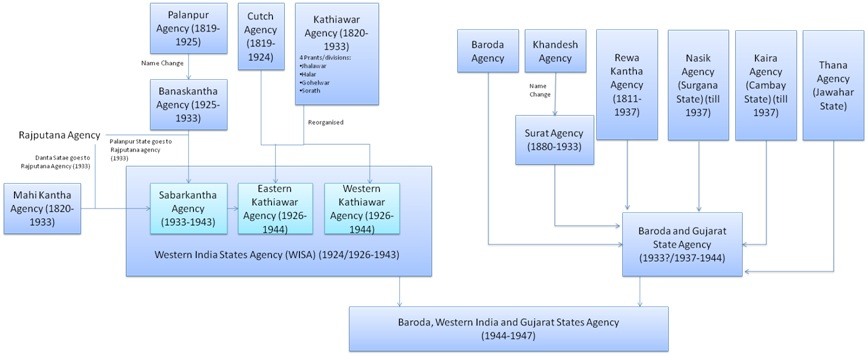
Successione delle agenzie britanniche nel Gujarat

Nel 1937, il grande Stato di Baroda e altri stati principeschi minori dell'India facenti parte dell'Agenzia di Baroda vennero uniti assieme ad altre agenzie minori della Presidenza di Bombay (l'Agenzia di Rewa Kantha, l'Agenzia di Surat, l'Agenzia di Nasik, l'Agenzia di Kaira e l'Agenzia di Thana) per costituire insieme l'Agenzia di Baroda e Gujarat.
Il 5 novembre 1944 l'Agenzia venne unita all'Agenzia degli Stati dell'India Occidentale a formare la più grande Agenzia degli Stati di Baroda, India Occidentale e Gujarat. Con la dichiarazione d'indipendenza indiana, l'intera area entrò a far parte dello Stato di Bombay finendo poi per essere divisa nell'area dell'attuale Gujarat.

### L’Attachment Scheme
Il processo conosciuto col nome di attachment scheme ebbe inizio dal 1940 per integrare gli stati principeschi indiani di minore entità. Lo stato di Baroda fu uno dei principali beneficiari di questa politica aggiungendo ai propri confini quasi 15.000 km2 di territorio e mezzo milione di abitanti. Al 1 febbraio 1940 venne annesso lo stato di Pethapur, mentre dal giugno-luglio 1940 vennero annessi la Katosan Thana, con Deloli, Kalsapura, Maguna, Memadpura, Rampura, Ranipura, Tejpura, Varsora, le taluka Palaj e gli Stati Ijpura. Il 10 luglio 1943 vennero aggiunti gli stati di Ambliara, Ghorasar, Ilol, Katosan, Khadal, Patdi, Punadra, Ranasan, Wasoda e Wao. Il 24 luglio 1943 vennero annessi lo Stato di Sachodar ed alcuni piccoli stati. Infine, dal dicembre di quello stesso anno, vennero annessi i piccoli stati di Bajana, Bhilka, Malpur, Mansa e Vadia.

## Stati principeschi
Il numero degli stati dell'Agenzia in oggetto era di più di 80, ma molti di questi erano stati piccoli o addirittura piccolissimi ridotti al dominio di una sola città. Molti di questi si trovavano sotto protettorato o perlomeno influenza inglese. Dal più grande Stato di Baroda (che riceveva tributi da molti piccoli stati), solo dieci altri di questi stati godevano del privilegio di essere indicati come Salute states. Lo Stato di Jafrabad che era stato parte dell'Agenzia di Baroda venne trasferito poi all'Agenzia di Kathiawar.
L'area totale degli stati comprendeva 42.267 km2 ed in totale vi si contava una popolazione di 3.760.800 abitanti. Molti degli abitanti appartenevano ai popoli bhil e koli.

### Ex Agenzia di Baroda
Salute state :
- Baroda, titolo di Maharaja Gaekwar, saluto ereditario a 21 colpi di cannone a salve

Non-salute states :
- Nahara
- Sihora
- Jambughoda
- Palaj
- Derdi
- Noghavandar
- Vajiria
- Palasni
- Agar
- Mandwa
- Derol
- Vithalgadh
- Bhadli
- Gadhula
- Hapa
- Ilol (Thikana)
- Gad Boriad
- Veja
- Rupal
- Chotila
- Bhilodia
- Dadhalia
- Charkha
- Gabat

### Ex Agenzia di Rewa Kantha
Salute states :
- I classe : Rajpipla (Nandod), titolo di Maharaja, saluto ereditario a 13 colpi di cannone a salve
- II classe :
  - Bari(y)a (Devgadh), titolo di Maharaol, saluto ereditario a 9 colpi di cannone a salve (11 personali)
  - Balasinor, titolo di Nawab, saluto ereditario a 9 colpi di cannone a salve
  - Chhota Udaipur, titolo di Raja, saluto ereditario a 9 colpi di cannone a salve
  - Lunavada (Lunawada), titolo di Maharana, saluto ereditario a 9 colpi di cannone a salve
  - Sant (Sunth), titolo di Rana, saluto ereditario a 9 colpi di cannone a salve

Non-salute states :
Mehwas maggiori
- Chhota Udehpur (Mohan), II classe
- Kadana, III classe
- Sanjeli, III classe, titolo di Thakur
- Jambughoda (Narukot), III classe
- Bhadarva (Bhadarwa), III classe
- Gad Boriad, III classe (personale) / IV classe
- Mandwa, III classe (personale) / IV classe
- Umet(h)a, III classe (personale) / IV classe
- Shanor, IV classe
- Vajiria, IV classe
- Vanmala, IV classe (personale) / V classe
- Nangam, V classe
- Sihora, IV classe
- Pandu, V classe

Mehwas minori, in due divisioni geografiche
Sankheda :
- Agar
- Alwa
- Bhilodia :
  - Motisinghji,
  - Chhatarsinghji
- Bihora
- Chorangla
- Dudhpur
- Chudesar
- Jiral Kamsoli
- Nalia
- Naswadi
- Palasni
- Pantalavdi : 
  - Akbar Khan,
  - Kesar Khan
- Rampura
- Regan
- Sindiapura
- Uchad
- Vadia (Virampura)
- Vasan Sewada
- Vasan Virpur
- Vo(h)ra

Pandu (inclusi tre stati Dorka) :
- Amrapur
- Angadh
- Chhaliar
- Dhari
- Dorka
- Gotardi
- Itwad
- Jesa
- Jumkha
- Kalsa Pagi nu Muvadu
- Kanoda
- Litter Gothda
- Mevli
- Moka Pagi nu Muvadu
- Moti Varnol
- Nani Varnol
- Poicha
- Rayka (Raika)
- Rajpur,
- Vakhtapur
- Varnolmal

### Ex agenzie minori

#### Ex agenzia di Surat
Salute states :
- Dharampur, titolo di Raja, saluto ereditario a 9 colpi di cannone a salve (11 personali)
- Sachin, titolo di Nawab, saluto ereditario a 9 colpi di cannone a salve

Non-salute state : 
- Bansda

Altri:
- Dangs

#### Ex agenzia di Kaira
Salute state :
- Cambay, titolo di Nawab, saluto ereditario a 9 colpi di cannone a salve

#### Ex agenzia di Nasik
- Non-salute state : Surgana

#### Ex agenzia di Thana
Salute state :
- Jawhar, titolo di Maharaja, saluto ereditario a 9 colpi di cannone a salve